# ГЕС Kǎlābèilì
ГЕС Kǎlābèilì (卡拉贝利水电站) — гідроелектростанція на північному заході Китаю в провінції Сіньцзян. Знаходячись після ГЕС Xiàtè, входить до складу каскаду на річці Кизилсу — верхній течії Кашгару, лівої притоки Яркенду (центральна твірна річки Тарим, котра тече до безстічного озера Лобнор).
У межах проєкту річку перекрили гравійною греблею з бетонним облицюванням висотою 93 м, яка утримує водосховище з об'ємом 262 млн м3 та нормальним рівнем поверхні на позначці 1770 метрів НРМ.
Пригреблевий машинний зал обладнали трьома турбінами потужністю по 23,3 МВт, котрі використовують напір у 66 метрів та забезпечують виробництво 261 млн кВт·год електроенергії на рік.